# Plavecké Podhradie
Plavecké Podhradie je obec na Slovensku v okrese Malacky. Žije v ní 698 obyvatel. První písemná zmínka o vesnici pochází z roku 1247.

## Přírodní poměry
V katastrálním území obce leží národní přírodní rezervace Pohanská a zasahuje do něj část národní přírodní rezervace Roštún a část přírodní rezervace Klokoč.

## Pamětihodnosti
Ve vsi stojí renesanční kaštel založený v polovině 17. století Mikulášem Pálfym a římskokatolický kostel svaté Barbory postavený v roce 1797. Na nedalekém kopci Pohanská stojí zřícenina Plaveckého hradu, královské pohraniční pevnosti z druhé poloviny 13. století, a nachází se na něm také hradiště hradiště Pohanská. Na severu s obcí sousedí Vojenský újezd Záhorie.